# Tapete de Arraiolos

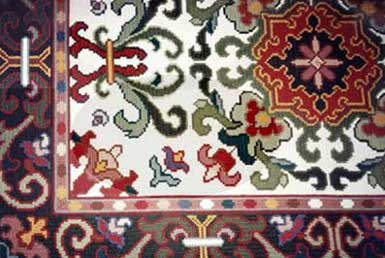
Tapete de Arraiolos

Os tapetes de Arraiolos são tapetes bordados com lã sobre tela de juta ou algodão, tradicionais da vila de Arraiolos, em Portugal. As referências mais antigas à técnica de fabrico de tapetes de Arraiolos datam de finais do século XV.

## História
Depois de 1496, por ocasião da explusão da Mouraria de Lisboa por ordem de D. Manuel I, várias famílias mouriscas passam pela vila de Arraiolos em direcção ao Sul de Espanha e Norte de África. Pensa-se que algumas famílias se terão estabelecido na vila sob a aparência de conversão ao Catolicismo. É provavelmente graças à sua influência que a manufactura de tapetes aqui se inicia, e ganha o nome d bordado de Arraiolos. O pastoreio de ovelhas local produz a lã, matéria-prima fundamental para a execução dos tapetes. A partir daqui a técnica ter-se-á desenvolvido até chegar ao que hoje chamamos de Tapete de Arraiolos, com regras e pontos definidos.

### Século XVII

#### 1.º período

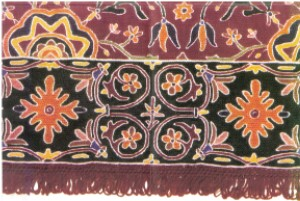
Tapete do 1.º período do século XVIII com contorno bordado a ponto pé de flor

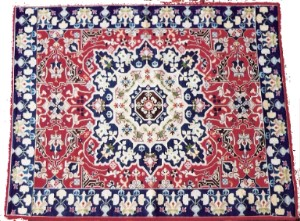
Exemplo de tapete de Arraiolos Caucasiano, do 1º período do sec. XVII

É no século XVII que surgem as primeiras tapeçarias que recebem a atribuição actual de Tapetes de Arraiolos, o que indica que a manufactura de tapetes estaria já bem estabelecida na vila, dado o seu nível de aperfeiçoamento e mestria. A sua confecção é atribuída a artesãs isoladas, ou do trabalho conventual alentejano. Trata-se, porém, de uma hipótese não confirmada até ao presente, e baseada em inventários de conventos da região. Por este motivo, teoriza-se que talvez fossem parte do espólio de mulheres nobres deixados a estes lugares aquando do seu recolher à vida monástica. Mercadores de alcatifas espanholas e orientais recorrem à experiência dos artesãos de Arraiolos para produzir tapetes com motivos semelhantes aos dos tapetes orientais e Persas, populares na época.
Os tapetes possuíam cores em grande número, para a produção das quais seria necessária uma oficina tintureira. Os contornos eram bordados a ponto de pé de flor sobre serapilheira. Eram cheios a ponto de Arraiolos mais ou menos perfeito. A barra era feita sem cantos, pois estes eram feitos num quadrado. A franja era feita com agulhas de croché. Nesta época executavam-se tapetes «eruditos» com desenhos preconcebidos muito perfeitos e outros «populares», que eram feitos de forma livre.

#### 2.º período

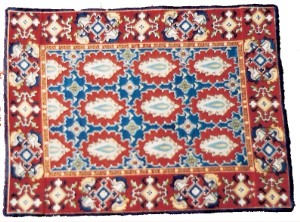
Tapete Persa do 2º período do sec. XVII

Os tapetes desta época baseiam-se em tapetes asiáticos (persas, caucasianos, turcos) ou inspirados nos motivos do manuelino. As cores são magníficas, alegres e muito bem combinadas. Os de inspiração persa caracterizam-se por motivos de animais, arabescos muito elegantes presos uns aos outros com sarnentos, medalhões repetitivos, motivos manuelinos com rosetas nós estilizados e cordas. As franjas passaram a ser feitas em pequenos teares. Os contornos começam a deixar de ser em ponto de pé de flor, passando a ser em ponto de arraiolos.

### Século XVIII

#### 1.º período

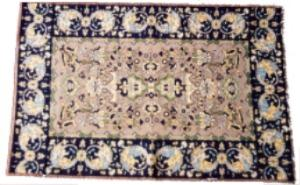
Tapete Persa do 1º período do sec. XVIII

Neste período os tapetes de Arraiolos, embora fossem de carácter erudito e continuassem a ser executados com motivos orientais como anteriormente, deixam de ser feitos em cores alegres passando a cores mortas, inexplicavelmente, pois não se identificam motivos para isso. Os cantos são a direito.

#### 2.º período
A indústria caseira dos tapetes de Arraiolos tornou-se florescente dado o elevado número de peças que então foram feitas. Os motivos orientais desapareceram quase por completo cedendo lugar aos motivos florais, vasos com asas, bonecas com penteados altos (como se usavam nesse tempo) e laços à Luís XVI.

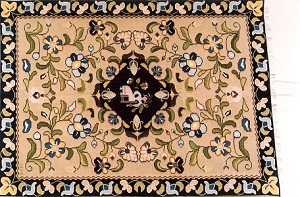
Tapete do 2º período do sec. XVIII - Boneca

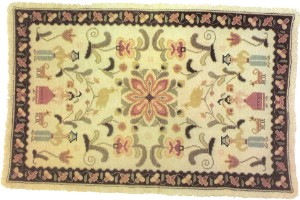
Tapete do 2º período do sec. XVIII - Regional (Marchas de Sto António de Lisboa)

#### 3.º período
Após o incremento verificado anteriormente começou a decadência desta indústria artesanal.
Desapareceram totalmente os motivos orientais e as composições pitorescas baseadas na fauna e na flora regional e festas folclóricas, para darem lugar a desenhos simples e repetidos, sobre fundos muito pobres e de cores mortas.

### Século XIX

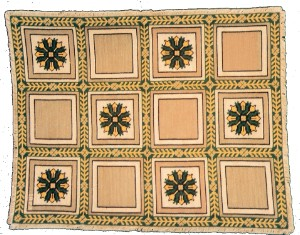
Exemplo de tapete do séc. XIX

Neste século a indústria dos tapetes de Arraiolos desapareceu quase completamente, embora se tenha executado um restrito número de tapetes feitos por artesãs amadoras isoladas, copiados, em geral, de exemplares feitos nos séculos anteriores. Esta quase extinção deveu-se ao surgimento da era industrial, pois devem ter começado a aparecer tapetes com motivos mais modernos e mais baratos. No entanto os que se manufacturaram eram originais e não menos belos. Tinham poucos desenhos e muito fundo, mas nem por isso deixaram de ser atraentes.

### Século XX

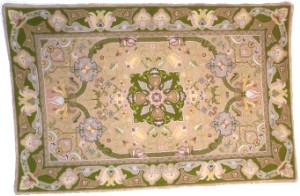
Cópia de tapete antigo com alteração de cores

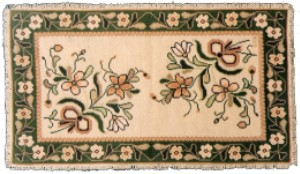
Exemplo de tapete moderno

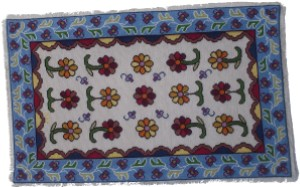
Exemplo de tapete moderno

Durante os primeiros três quartos deste século a manufactura dos tapetes de Arraiolos como que renasceu num novo impulso. Diversas artesãs, sobretudo donas de casa mais ilustradas, espalhadas pelo país, executaram cópias de tapetes dos séculos XVII, XVIII e XIX. Estas senhoras iam aos museus tirar os riscos. Por esta razão ficou a ideia de que estes eram elaborados com cores esbatidas uma vez que os tapetes antigos estavam já desbotados pelo direito devido à antiguidade. Pelo avesso ainda tinham as cores originais (ver séc XVII). No último quartel deste século os tapetes tomaram novas expressões menos ortodoxas.

### Século XXI
Em 2021, a sua confecção entrou para o Inventário Nacional do Património Cultural Imaterial português. 

## Expansão
Levada para o Brasil pelos portugueses, onde é muito praticada, esta arte é também conhecida em muitos países da Europa, e em algumas partes do Extremo Oriente.
No Museu Vitória e Alberto de Londres existe um dos mais belos tapetes de Arraiolos do século XVII, que foi comprado por este museu a um fidalgo português no ano de 1895. O referido tapete tem 315 cm de comprimento e 148 cm de largura.

## Técnica
Os tapetes de Arraiolos são feitos sobre uma tela de linho, estopa, juta, linhagem grossa (grossaria), canhamaço ou outros tecidos robustos em que seja possível contar fios facilmente. Por esse motivo, esta técnica pertence a um grupo de bordados chamado de processo de fios contados. Este tecido borda-se com lã grossa, de fabrico apropriado para tapetes, utilizando um ponto cruzado oblíquo, que cobre toda a superfície tecida, resultando numa superfície atapetada. Através do uso da cor, representam-se motivos e ornamentos variados que constituem a decoração do tapete.

### Organização do tapete
A estrutura do tapete de Arraiolos é inspirada pelos tapetes de origem persa, com dois eixos de simetria, longitudinal e transversal, e inclui as seguintes partes:
- Barra: parte exterior que faz o enquadramento do campo, com motivos e ornatos diferentes dos que são utilizados neste;
- Campo: parte do tapete que está dentro da barra
- Centro ou Ornato central (opcional): motivo central ao tapete, normalmente um ou mais medalhões centrais, mais complexos do que os outros motivos do campo.

O campo e a barra têm para além de motivos diferentes, cores de fundo diferentes. O centro também tem uma cor de fundo diferente, quando existe.
As primeiras composições de tapetes de Arraiolos terão utilizado elementos hispano-mouriscos, espanhóis ou populares portugueses, que se podem misturar entre si, mas sempre segundo a estrutura persa. Na segunda metade do século XVIII, estes motivos são gradualmente substituídos por ornatos de origem europeia, e no primeiro terço do século XIX já não se usam motivos persas nos tapetes, perdurando apenas a estrutura compositiva persa.

### O ponto de Arraiolos
A Tapeçaria portuguesa bordada à mão, com o nome de Bordado de Arraiolos só data oficialmente do princípio do século XVII, mas é permitido supor que já se praticasse muito anteriormente, visto que o ponto cruzado oblíquo (actualmente conhecido em todo o mundo por ponto de Arraiolos) também já se praticava na Península Ibérica desde o século XII.
O ponto de Arraiolos é também conhecido por ponto de Trança Eslavo, e aparece em tapeçarias espanholas e mouriscas pelo menos desde o século XII. Adoptado pelo artesanato arraiolense, é um ponto cruzado oblíquo composto por duas meias cruzes, uma das quais tem o dobro do comprimento da outra. Essas duas meias cruzes, que formam um ponto de Arraiolos completo, fazem-se ambas dentro da mesma altura do tecido. Essa altura abrange, geralmente, dois fios do tecido, no sentido da trama. Portanto, a meia cruz mais comprida e a meia cruz menor abrangem, ambas, dois fios de altura do tecido mas, relativamente ao comprimento do ponto, a meia cruz menor abrange dois fios e a meia cruz comprida abrange o dobro do comprimento, ou seja, quatro fios. O resultado do cruzamento das duas meias cruzes é a obtenção de um ponto cruzado oblíquo, ou seja, alongado no sentido do seu comprimento, alongamento esse que é feito pela meia cruz comprida.

#### Direcção da agulha
A agulha orienta-se segundo direcções específicas no bordado de arraiolos, mediante a direcção de progressão do bordado:
- carreira horizontal: no bordado executado horizontalmente, a ponta da agulha está para baixo, e aponta para o peito da pessoa que borda.
- carreira vertical: para elementos que necessitem de um trabalho vertical, agulha está para baixo quanto a linha de bordado ascende, e para cima quando desce.
- carreira diagonal: aqui a ponta da agulha varia em orientação dependendo do sentido de trabalho, e o resultante não é o mesmo ponto entrançado mas um ponto mais semelhante ao ponto-cruz.[1]

### Estrutura do bordado
O bordado de Arraiolos executa-se, geralmente, em três fases que são:
1. Bordar a armação: a armação do bordado é o conjunto dos contornos dos motivos que estão indicados no desenho do tapete. Portanto, principia-se a decoração de um tapete começando por bordar sobre a linhagem os pontos que no desenho indicam os contornos e apenas os contornos dos motivos que constituem a decoração. Quando todos os referidos contornos estão bordados, diz-se que está pronta a armação do tapete.
2. Fazer a matização: a 2ª fase do trabalho é a matização dos motivos. Com lãs de cores diferentes da que foi empregada para bordar a armação, preenchem-se os motivos ou desenhos que já foram contornados. Quando todos os motivos e desenhos estiverem bordados com todas as suas cores, está completa a matização.
3. Preencher os fundos: a terceira fase de trabalho é o preenchimento dos fundos que estão em volta dos motivos e desenhos. Para este trabalho emprega-se a lã da cor ou cores que, previamente, foram escolhidas para os fundos.